# Никольский, Николай Николаевич (биолог)
Никола́й Никола́евич Нико́льский (9 октября 1931, Ленинград — 28 апреля 2021 года) — советский и российский биолог, специалист в области клеточной биологии и физиологии клетки. Академик РАН (с 1992 года). Советник РАН, научный руководитель Института цитологии РАН, заведующий отделом внутриклеточной сигнализации и транспорта. Лауреат премии имени Н. И. Вавилова Правительства Санкт-Петербурга и Президиума СПбНЦ за 2008 год.

## Биография
Родился 9 октября 1931 в Ленинграде. Брат-близнец — Борис. Во время войны жил в эвакуации в Средней Азии, в августе 1944 вернулся в Ленинград. 
В 1954 году окончил Ленинградский государственный университет, а в 1957 году — аспирантуру. C 1957 года работает в Институте цитологии РАН. В 1958 году защитил кандидатскую диссертацию «Кривая силы — длительности как показатель возбудимости и скорости реагирования». Степень доктора биологических наук присвоена в 1973 году за диссертацию «Регуляция транспорта сахаров в мышечной ткани». С 1988 по 2004 годы занимал должность директора института. В дальнейшем являлся  научным руководителем института и заведовал отделом внутриклеточной сигнализации и транспорта.
15 декабря 1990 года избран членом-корреспондентом АН СССР по Отделению биохимии, биофизики и химии физиологически активных соединений, академик РАН c 11 июня 1992 года. Член РАЕН с 1991 года. Член Президиума Санкт-Петербургского научного центра и член бюро Отделения биологических наук. Президент Общества клеточной биологии. Заместитель председателя Научного совета по клеточной биологии и иммунологии.
Являлся главным редактором журнала «Цитология» (с 1959). С 2000 заведовал кафедрой физико-химической биологии клетки СПбГПУ.
Скончался 28 апреля 2021 года.

## Научная деятельность
В начале своего научного пути занимался решением фундаментальных проблем мембранного транспорта, способствовуя становлению и развитию мембранной биологии в СССР. Первым в СССР развернул широкие исследования мембранного транспорта неэлектролитов, сахаров и аминокислот в клетках животных. На рубеже веков основные научные интересы сместились в область изучения биологии эмбриональных стволовых клеток человека.
Автор более 200 научных работ, в том числе 2 монографий.

## Основные работы
- Н. Н. Никольский, А. Ф. Трошин Транспорт сахаров через клеточные мембраны. — Л.: Наука, Ленинградское отделение, 1973;
- Н. Н. Никольский, А. Д. Соркин, А. Б. Сорокин, С. А. Кроленко. Эпидермальный фактор роста. — Л.: Наука, 1987. — 199 с. (недоступная ссылка)

## Награды
- Награждён орденом Почёта (1999)[3].
- Лауреат премии имени Н. И. Вавилова (2008).